# Augusto Barros Ferreira
Pour les articles homonymes, voir Barros et Ferreira.
Augusto Barros Ferreira, plus connu sous le nom d'Augusto Barros, et dit Barros, est un artiste peintre portugais né le 7 août 1929 à Lisbonne (Portugal), et décédé le 10 février 1998 à Lisbonne. Peintre abstractionniste, et figure emblématique du quartier parisien de Saint-Germain-des-Prés des années 1970.

## Biographie

### Enfance et débuts au Portugal
Augusto Barros peint depuis l'âge de 10 ans. Ses parents ont un voisin peintre, ce qui a manifestement éveillé chez lui un intérêt précoce pour la peinture.
Adolescent, il aime souvent aller flâner au port de Lisbonne, et contempler l'océan. Il se fixe pour objectif de se rendre sur le continent américain, et apprend pour cela l'anglais, en autodidacte, par des livres et grâce aux voyageurs qu'il côtoie au port (si bien qu'à l'âge de 29 ans, il fait partie des interprètes de la reine d'Angleterre Élisabeth II, en visite au Portugal en 1957). Cette compétence linguistique s'avérera très utile pour les études qu'il entreprendra plus tard en Allemagne, à défaut de connaître l'allemand.
En 1952, à 23 ans, il étudie la peinture et le dessin à la SNBA (pt) (Société nationale des beaux-arts, Portugal) avec le maître Machado da Luz (pt). Puis c'est en tant que maquettiste qu'il commence à gagner sa vie. A la plage de Carcavelos (Portugal), Barros fait l'heureuse rencontre d'Helena Ferreira, institutrice, qu'il épousera peu de temps après. De cette union leur naissent deux enfants, Carlos Augusto Ferreira et Virginia Maria Ferreira.
C'est en 1959 que Barros expose pour la première fois ses peintures au public, à l'occasion d'une Exposition d'art moderne du SNI (pt) (Palácio Foz, Portugal). À la suite de cette exposition, il obtient une bourse d'études de la Fondation Calouste-Gulbenkian, grâce à laquelle il décide de partir étudier en Allemagne. En effet, comme de nombreux autres peintres de sa génération, Barros prend rapidement conscience qu'il ne peut réussir sa carrière artistique tout en restant au Portugal. L'environnement socio-culturel de l'époque, plus encore que la situation politique, n'est favorable ni à sa formation, ni à son inspiration.

### Formation en Allemagne
Barros s'expatrie donc en 1961 à Hambourg (Allemagne), pour y suivre les cours de l'Académie des beaux-arts Hochschule für bildende Künste Hamburg. Il y va seul, tout en restant attaché à son épouse et ses enfants restés au Portugal. Il séjourne à Hambourg près de trois ans, dont deux en tant que boursier, pendant lesquels il étudie auprès de Hans Thiemann (de), un ancien disciple de Paul Klee. Détail intéressant, puisqu'on écrira plus tard qu'il « reste quelque-chose de l'art de Klee en Barros ».
Il réalise sa première exposition individuelle sur le sol allemand en 1962, à la Galerie Commeter (de). Cette exposition rencontre un franc succès, et trouve un large écho dans la presse allemande,. De nombreux articles paraissent dans les journaux Die Welt, Die Zeit, Hamburger Abendblatt, Bild et Frankfurter Allgemeine Zeitung, qualifiant la peinture de Barros comme étant une « œuvre empreinte de rigueur, d'austérité, mais aussi de sensualité ».

### Carrière artistique à Paris
En 1963, Barros quitte l'Allemagne et vient pour la première fois à Paris, au quartier de Saint-Germain-des-Prés. Il est irrésistiblement attiré par ce Paris centre des arts, mais aussi par ce Paris « bohème », qui respire la liberté. Au départ, il compte y rester un an ou deux, mais il finit par s'y fixer. C'est effectivement ici que Barros se sent chez lui, et c'est là qu'il établira de grandes amitiés, qui dureront jusqu'à la fin de sa vie. En effet, cette même année 1963, Barros fait la connaissance à la galerie Le Divan du peintre russe Serge Poliakoff, de qui il deviendra un grand ami. Il se lie aussi d'amitié avec les artistes Viera da Silva et Árpád Szenes, ainsi qu'avec Cargaleiro, Eduardo Luiz (pt), Gonçalo Duarte (pt), Paul Szasz, et Pedro Avelar. Sa première exposition individuelle à Paris est donnée à la Galerie des jeunes en 1963, à la suite de laquelle des articles lui sont consacrés dans les journaux Artigos (n°918 du 19/05/1963) et Carrefour (Frank Elgar, n°976 du 29/05/1963).
Plus tard, en 1968, Barros fait la rencontre de Gualtieri di San Lazzaro, critique d'art et fondateur de la revue XXe siècle. À son tour, celui-ci amène Barros à côtoyer de près nombre d'artistes alors déjà célèbres, tels que Man Ray, Alberto Magnelli, Émile Gilioli, Max Ernst, Miró, Sonia Delaunay et Camille Bryen. À la suite d'une exposition à la Galerie de Beaune en 1969, des articles paraissent dans les journaux Carrefour et Les Lettres françaises. Par l'intermédiaire de Marcelle Cahn, il fait la connaissance de l'artiste peintre Jeanne Coppel, ainsi que du peintre et critique d'art Michel Seuphor. Celui-ci reconnaît la qualité de la peinture de Barros, et lui consacre un article dans la revue XXe siècle (n°XXXIV, Panorama 70).
Côté familial cependant, du fait de son éloignement d'avec le Portugal, et donc d'avec les siens, la situation devient précaire. Après 8 ans d'éloignement, sa famille le réclame. Il décide alors de faire venir son épouse et ses enfants à Paris, où ils le rejoignent et emménagent cette même année 1969.
Barros continue de faire des rencontres enrichissantes, par exemple en 1971, année à laquelle San Lazzaro le présente au poète et critique d'art Alain Jouffroy. A son tour, celui-ci lui dédie un article dans la revue XXe siècle (n°XXXIX, Panorama 72). Barros est ensuite interviewé en 1973 par Jean-Jacques Lévêque, Henry Galy-Carles et André Parinaud dans l'émission télévisée Forum des arts sur France Culture (ORTF). Des articles sont consacrés à Barros dans les journaux Le Monde (Jean-Marie Dunoyer), et Le Figaro. Puis en 1974, c'est au tour d'Egídio Álvaro de lui dédier un 3e article dans la revue XXe siècle (n°XLIII, Panorama 74, le surréalisme II).
D'un point de vue professionnel, artistique, sa vie est bien remplie. Mais la vie d'artiste que mène Barros, son caractère bohème, bon vivant, voire séducteur, ont finalement raison de son mariage. Il divorce d'avec Helena en 1976. Ils restent néanmoins en bons termes, Barros continuant de voir en elle « une amie, une alliée ». Il ne se remariera plus.

### Entre France et Portugal
Durant les années 1980, Barros partage son temps entre la France et le Portugal. Lorsqu'il est au Portugal, il réside notamment à Porto Salvo, ce qui lui permet de se rapprocher de sa fille Virginia, et de sa sœur Helena. A cette époque cependant, sa santé commence à décliner fortement. Sa vie de bohème, et en particulier les quatre paquets de Gauloises sans filtres qu'il fume chaque jour, finissent par le rattraper.
Pendant ce temps, il continue d'exposer en France et au Portugal. Notamment en 1980, à l'exposition Première Biennale Art & Papier du Touquet (France), le Secrétaire d’État à la Culture acquiert une œuvre d'Augusto Barros (Témpera sobre papel) pour le Musée d'art moderne de la ville de Paris.
Il accepte plusieurs interviews radiophoniques et télévisées. Des articles paraissent en 1982 dans plusieurs journaux portugais, Diário de Notícias, et Diário Popular (pt). Plus tard, il est invité à représenter le Portugal à la 24e Olympiade des arts contemporains, organisée à Séoul (Corée du Sud) lors des Jeux olympiques d'été de 1988.
Puis, au début des années 1990, Barros retourne au Portugal de façon définitive.
En tout, il aura exposé individuellement 24 fois, et participé à 38 expositions collectives.
Barros meurt le 10 février 1998 à Lisbonne, à l'âge de 68 ans.

## Au quartier de Saint-Germain-des-Prés
Pour Manuel Cargaleiro, pour définir la personne de Barros et son œuvre, il est nécessaire de bien connaître le quartier de Saint-Germain-des-Prés, croisement mondial des arts dès les années 1950, et ce jusqu'à la fin des années 1970. Ce quartier parisien a notamment été, d'après Jean-Jacques Lévêque, le théâtre historique « des dernières grandes batailles entre l'abstraction et la figuration » dans les années 1960. C'est dans un tel contexte que Barros rejoint ce haut lieu de la culture, lorsqu'il s'y installe en 1963.

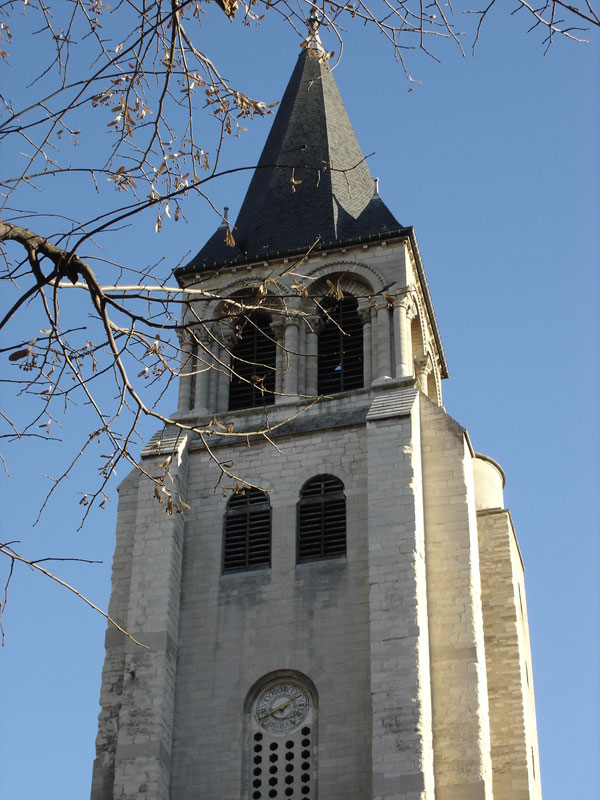
La tour de l'église Saint-Germain-des-Prés, avec son horloge.

Ce quartier, où s'y trouve son petit atelier, Barros l'affectionne (il lui est arrivé d'avoir un grand atelier à la périphérie de Paris, mais il n'y est resté que très peu de temps ; le quartier de Saint-Germain-des-Prés lui manquait). Il a l'habitude de passer devant l'horloge de la tour de Saint-Germain-des-Prés, rapporte Jeannine Quintin, et ainsi savoir s'il est l'heure de se rendre au « bistrot », où il aime retrouver ses amis Man Ray, Poliakoff, ou encore Marino Marini. D'après Jorge Guimarães, « ce n'est pas impunément » que Barros vit aux côtés de Picasso, ou qu'il croise au café Hans Hartung ou Henri Michaux. Quant à ses acheteurs réguliers, on y trouve notamment les Pompidou, décrits comme des amateurs éclairés, et dont le nom est désormais plus lié à l'art contemporain qu'à la politique.
Barros est ainsi décrit comme étant une figure emblématique du quartier de Saint-Germain-des-Prés des années 1970, où il se fait appeler « le Portugais ». Homme de rencontres et d'amitiés sûres, il y fréquente nombre de critiques d'art, de directeurs de galeries, et d'artistes célèbres. C'est pourquoi il est dit de Barros qu'il n'est d'aucun camp, d'aucun cénacle, mais « compagnon de quelques-uns de ceux dont la légende s'est déjà emparée ».

## L'homme «fuyant»
Bien qu'il fréquente l'élite, Barros est de ceux qui ne recherchent pas le vedettariat. Il est dit de lui, en effet, qu'il « repousse le marketing comme compagnon de route ». D'un tempérament particulier, il s'est forgé la réputation de ne pas parler lorsque cela lui est imposé, et se permet de manquer nombre d'interviews et de programmes télévisés auxquels il est convié. Pourtant, a contrario, il peut prendre plaisir à discuter une journée durant avec qui se présente à l'impromptu.
Ce caractère entier, on le retrouve aussi dans ses rapports avec l'art, et avec le public. Il est ainsi connu pour ne jamais faire la moindre concession aux goûts du public, ni même à celui des marchands. Lorsqu'il a l'honneur d'être invité à la 24e Olympiade des arts contemporains de Séoul, il s'est d'ailleurs fait prier, et a longtemps hésité avant d'accepter. Le succès courant rarement après ceux qui le fuient, sa carrière en a inéluctablement pâti. D'après Jeannine Quintin, Barros fait partie de ces « artistes maudits, les plus purs, que seule la postérité reconnaît ».
Ainsi, Barros peut être décrit comme un homme fier et intègre, mais en même temps mystérieux, capricieux, pudique. En somme, pour reprendre les mots de Jean-Jacques Lévêque, comme un homme « fuyant ».

## Sa peinture

### Techniques et couleurs
S'il lui arrive ponctuellement de peindre à l'huile, la technique de prédilection d'Augusto Barros est sans conteste la gouache. Nombreux sont ceux qui reconnaissent d'ailleurs en lui un gouachiste majeur,. La densité de la gouache, associée à un papier granuleux, lui permettent d'obtenir un rendu qui lui est propre, produisant une texture légèrement rugueuse, en phase avec les thèmes de sa peinture. Des papiers et cartons finement déchirés viennent parfois aussi prendre place dans ses œuvres.
Les couleurs tournent souvent autour de gris bleutés et de blancs cendrés. Pour Jean-Marie Dunoyer, c'est la peinture « d'architectures en voie de démolition », en référence au Paris d'après-guerre, mais aussi « de paysages intérieurs, de rigueur, d'austérité ». Parallèlement, Barros pratique aussi une peinture plus colorée, faisant apparaître des rouges ternes, des ocres orangés, différentes teintes de bleus, et des formes et textures à dominantes noires et blanches. Il oscille ainsi entre ces deux types de peinture - l'une austère et quasi-géométrique, et l'autre sensuelle voire luxurieuse.
Dans un dictionnaire, Barros est ainsi décrit comme un peintre faisant usage d'un « constructivisme abstractisant en couleurs amorties ». Effectivement, il est souvent dit que sa peinture est motivée par les seules émotions. D'après Jean-Jacques Lévêque par exemple, le peintre s'abandonne « aux seules sollicitations des émotions », dépassant ainsi le problème de la représentation. Jean-Marie Dunoyer écrira quant à lui que la peinture de Barros est bien davantage qu'une prouesse technique, que sa peinture s'est faite chair, « une chair vivante, en prise directe avec l'émotion qu'elle a enfantée ».

### Influences et évolution
Bien que l'on puisse percevoir dans ses œuvres le vocable de certains courants connus (comme la monochromie, ou bien la matériologie), il est dit de la peinture de Barros qu'elle échappe aux écoles et aux théories régnantes, aucune d'elles ne s'y retrouvant en tant que « finalité réductrice ». Au contraire, sa peinture est décrite comme le résultat d'un plaisir de peindre, et d'une liberté d'expression guidée uniquement par les émotions . Il est d'ailleurs notoire que Barros ne peint jamais sur commande, ni d'après les goûts du public, mais seulement lorsque le besoin s'en fait sentir.
Sa palette n'est, quant à elle, pas exempte d'influences, et évolue sensiblement au cours de sa vie. Barros relate ainsi que, pendant son séjour à Hambourg, sa palette s'est modifiée, la nostalgie et le climat lui ayant fait délaisser les couleurs vives et violentes, au profit de nuances de gris. Mais il n'en est pas toujours ainsi, puisqu'en certaines occasions, Barros sait parfaitement réaliser des tableaux hauts en couleur, qu'il offre à ses proches.
Pour Alain Jouffroy, outre la contemplation des vieux murs parisiens, que l'on retrouve en filigrane dans nombre de ses œuvres, la peinture de Nicolas de Staël ou de Poliakoff a dû servir de stimulant pour Barros, et ainsi jouer un rôle de déclencheur devant le papier blanc. La musique aussi joue un rôle important. Il est ainsi dit de Barros qu'il apprécie particulièrement s'adonner à la peinture, le soir venu, en écoutant de la musique classique. Il lui arrive aussi de peindre avec du jazz en arrière-plan, mais il ne sort jamais de ces deux registres.
Pour Ricardo Barletta, critique d'art italien, on retrouve dans la peinture de Barros la même nostalgie et la même tristesse que dans le Fado, un genre musical portugais. Pourtant, on écrira que Barros n'est pénalisé ni par ses origines, ni par sa culture. Pour Manuel Cargaleiro, la peinture de Barros a très peu de portugais, et beaucoup du lyrisme français, « parisien », lié à l'impressionnisme, au cubisme et à l'abstractionnisme d'après-guerre. Il définit ainsi Barros comme un peintre lyrique, rattaché à l'Ecole de Paris, mais dont l'œuvre est très personnelle, d'un abord difficile, car intimement liée à sa personne. Jean-Jacques Lévêque écrira, quant à lui, que la peinture de Barros « a fini par ressembler à l'homme qui l'a faite ».

## Hommages
Deux rues lui sont dédiées au Portugal, portant le nom de « Rua Augusto Barros », dans les villes de Linda-a-Velha (pt) (Oeiras), et de Charneca de Caparica (pt) (Almada).

## Expositions

### Expositions individuelles
- Galerie Commeter, Hambourg (Allemagne), 1962[20]
- Galerie des jeunes, Paris, 1963[20]
- Société nationale des beaux-arts (SNBA), Lisbonne, 1964
- Galerie de Beaune, Paris, 1969. Exposition présentée par Suzanne de Coninck[1]
- Galeria São Francisco, Lisbonne, 1971[1]
- Galeria São Francisco, Lisbonne, 1972. Exposition présentée par le critique d'art Egídio Álvaro[1]
- Galerie L.55, Paris, 1973. Exposition présentée par le journaliste Jean-Marie Dunoyer[20]
- Galeria Dinastia, Lisbonne, 1974[20]
- Centre culturel fondation Calouste Gulbenkian, Paris, 1974
- Galeria Alvarez-Dois, Porto (Portugal), 1979[20]
- Galeria Tempo, Lisbonne, 1979[20]
- Galeria de arte do casino Estoril, Portugal, « Paysages intérieurs », 1982[21]
- Alliance française, Lisbonne, « Mon beau Paris », 1984[22]
- Galeria de arte do casino Estoril, Portugal, 1984[20]
- Galerie d'art international, Paris, 1985[23]
- Alliance française, Lisbonne, « Barros 85 », 1985[20]
- Edifício Chiado, Coimbra (Portugal), 1986[23]
- Galeria I.A.M., Lisbonne, 1986[23]
- Alliance française, Lisbonne, 1988[23]
- Centre de arte Unibanco, Lisbonne, 1989
- Alliance française, Lisbonne, « Augusto Barros, peintures récentes », 1991
- Galeria da secretaria regional de turismo, Funchal (Madère), 1992[23]
- Galeria de São Bento, Lisbonne, « œuvres des années 60 et 70 », 1997[24]

### Expositions collectives
- Galeria national de arte, Lisbonne, « Augusto Barros e Álvaro Pereira », 1963
- Galerie Eva Eyquem, Paris, 1964[1]
- Institut de beauté Elizabeth Arden, Paris, 1964
- Galerie Árvore, Porto (Portugal), 1965[1]
- Centre culturel de Bruxelles, Belgique, « 8 peintres portugais », 1967[1]
- Maison du Portugal, Paris, « Peintres portugais de Paris », 1967[1]
- Galerie Souza-Cardoso, Bruxelles, « Les peintres portugais », 1968[1]
- Salon Réalités nouvelles n°25, Paris, 1971[20]
- Salon Réalités nouvelles n°26, Paris, 1972[20]
- Théâtre municipal d'Esch-sur-Alzette, Luxembourg, 1973[1]
- Maison de la culture de Saint-Étienne, France, 1973[1]
- Galerie L.55, Paris, « Confrontations », 1973[1]
- Galeria São Francisco, Lisbonne, « Diálogo 74 », 1974[1]
- Salon Réalités nouvelles n°27, Paris, 1974
- Fondation nationale des arts graphiques et plastiques, Paris, « Les Huns », 1978[1]
- Centre culturel de Brétigny-sur-Orge, France, « Peinture portugaise actuelle », 1978[1]
- Primeira Bienal de Arte, Vila Nova de Cerveira (Portugal), 1978[1]
- Exposition Identidade cultural e massificação, 1978[1]
- Première Biennale Art & Papier du Touquet, France, 1980[1]
- Carrefour de l'Europe, Nantes (France), « Avec les peintres portugais contemporains », 1981
- Galerie d'art international, Paris, 1981[20]
- Galerie Zarathustra, Milan, « Arte incontro », 1981[20]
- Ministério da cultura, Lisbonne, « Artistas portugueses residentes no estrangeiro », 1982
- Salon Réalités nouvelles n°36, Paris, 1982[1]
- Exposition commémorative du Jour du Portugal, Figueira da Foz, 1982[1]
- Alliance française, Lisbonne, « Pintores portugueses de Paris », 1983[23]
- Galeria de arte do casino Estoril, Portugal, « 25 anos ao serviço da arte e da cultura », 1983
- Universidade Nova de Lisboa, Lisbonne, 1984
- Galeria Almada Negreiros, 1984[20]
- Galeria de Constância, Portugal, 1987
- 24e Olympiade des arts contemporains, Séoul (Corée du Sud), 1988[11]
- Exposition Exponor II, Porto (Portugal), 1989[23]
- Galeria de Constância, Portugal, 1989
- Exposition Exponor III, Porto (Portugal), 1990[23]
- Galeria triângulo 48, Lisbonne, 1990
- Galeria de arte do casino Estoril, Portugal, « Salão Pequeno Formato », 1990[23]
- Galeria de arte do casino Estoril, Portugal, « Salão de outono », 1990[23]
- Galeria de arte do casino Estoril, Portugal, « Salão de outono XII », 1991[23]
- Galeria de arte do casino Estoril, Portugal, « Augusto Barros e Edgardo Xavier », 1992
- Galeria de arte do casino Estoril, Portugal, « Uma galeria com história », 1993
- Galeria de arte do casino Estoril, Portugal, « Salão de outono XIII », 1994
- Artes plásticas, Beja (Portugal), « Pintura e escultura », 1997